# 伊塔比
10°07′33″S 37°06′10″W / 10.12583°S 37.10278°W

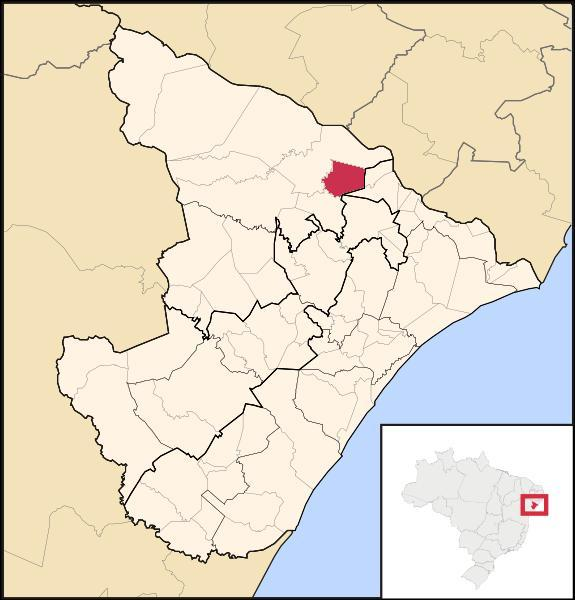

伊塔比（葡萄牙語：Itabi），是巴西的城鎮，位於該國東北部，由塞爾希培州負責管轄，始建於1953年11月25日，面積195平方公里，海拔高度172米，2013年人口5,048，人口密度每平方公里25.88人。